# Juan Echanove
Juan Echanove Labanda (Madrid, 1 de agosto de 1961) é um ator espanhol. Ganhou o Prêmio Goya de melhor ator coadjuvante em 1988, pelo seu papel nos filmes Divinas palabras. Também ganhou, em 1994, o Prêmio Goya de melhor ator pelo seu papel no filme Madregilda.